# 戴啟新
戴啟新（英語：Howard C Dickson，1944年—），英國裔加拿大工程师及信息技术人員，曾以加拿大及香港公務員身份服務於加拿大及香港特別行政區政府。於英國出生的戴在伦敦帝国学院取得电动机械学工学学士學位後移民加拿大，再於伯明翰大学取得计算机科学理學碩士後從事信息技术工作，曾任職於埃德蒙顿电力公司和加拿大國家鐵路局等公營機構，以及加拿大帝國商業銀行和國民信託銀行等金融機構。
他在1997年受聘於加拿大國防部成為首位資訊科技總監，為國防部建立完整的資訊科技運營和開發體系，及後成為助理副部長，至2004年離任。香港政府在2005年2月1日委任他為首任政府資訊科技總監，任內就港府的信息技术服務進行一系列改革，最終於2008年1月31日完成任期後卸任。

## 早年生活
戴啟新在1944年出生於英国英格兰米德爾塞克斯。他在英國長大，及後入讀伦敦帝国学院主修电动机械学，並於1966年取得工学学士學位。

## 職業生涯

### 早期工作
戴啟新在1967年移民至加拿大埃德蒙顿，並在當地的埃德蒙顿电力公司任職設計工程師。雖然他已經在加拿大找到工作，但他不久後就返回英國，並在1970年於伯明翰大学取得计算机科学理學碩士學位。因此，他隨後獲得在加拿大國家鐵路局任職管理職級的機會，負責為鐵路局進行服務全面数字化的業務重整工作。
及後，他轉輾在加拿大帝國商業銀行、摩根保證信託銀行及安永管理顧問從事信息技术工作。雖然他積極於金融行業中引入不同的電子方案，但亦承認在1970年代的技術水平不足以實現自動櫃員機取代銀行櫃員等完全電子化服務，因此網路銀行需要在往後才可誕生。另外，他在安永工作時因負責加拿大國防部的項目而與國防部建立關係。他在1992年加入國民信託銀行任職副總裁，推行改革工作，繼而在1994年躍升高級副總裁，除主管科技工作外，更全面掌管包括服務的零售業務在內的企業營運工作。在國民信託任職時，他建立了全面的客戶資料系統，容許職員在簡易的系統上得到需要的客戶資料，便利推銷及提供服務。

### 加拿大國防部

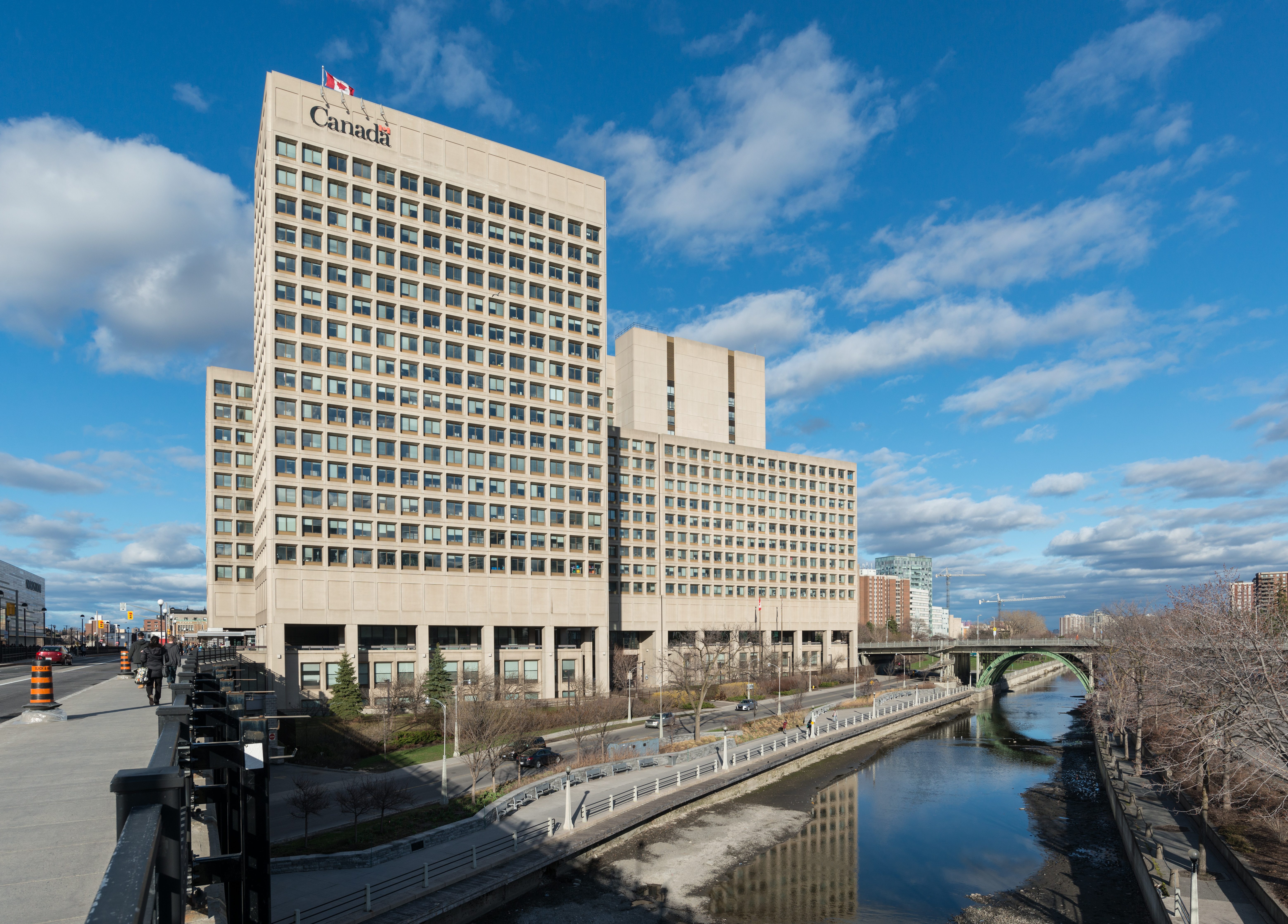
戴啟新在1997年至2004年在加拿大國防部任職

戴啟新在1997年獲加拿大國防部聘任為首位資訊科技總監，成為國防部史上首名非加拿大公務員系統或加拿大武裝部隊出身的高級官員。他在1998年1月上任後察覺國防部內並沒有明確區分運營和開發工作，因此他花了一段時間建立明確分工的單位，才正式開始資訊科技改革。在1998年4月，他首次出席加拿大下議院的會議，簡述其職責及工作目標。及後，他為國防部引入新的電子支薪系統，令六千名加拿大士兵免受2000年问题困擾。另外，他亦利用科技改善了國防部的採購機制。
雖然戴在國防部成績備受認可並確立資訊科技總監的職責，亦在1999年8月得到助理副部長的職稱，繼續向副部長及國防總參謀長負責，但他認為加拿大政府聘任員工的繁瑣程序為其工作帶來困難。國際事務方面，他與美国助理國防部長阿瑟·L·莫尼在1999年11月達成協議，促使加拿大國防部在北大西洋公约组织框架下與美国国防部簽定军用卫星通訊合作的諒解備忘錄。
他在2004年離任助理副部長，與家人設立顧問公司，為加拿大政府及安大略省政府提供獨立的顧問服務。

### 香港政府資訊科技總監

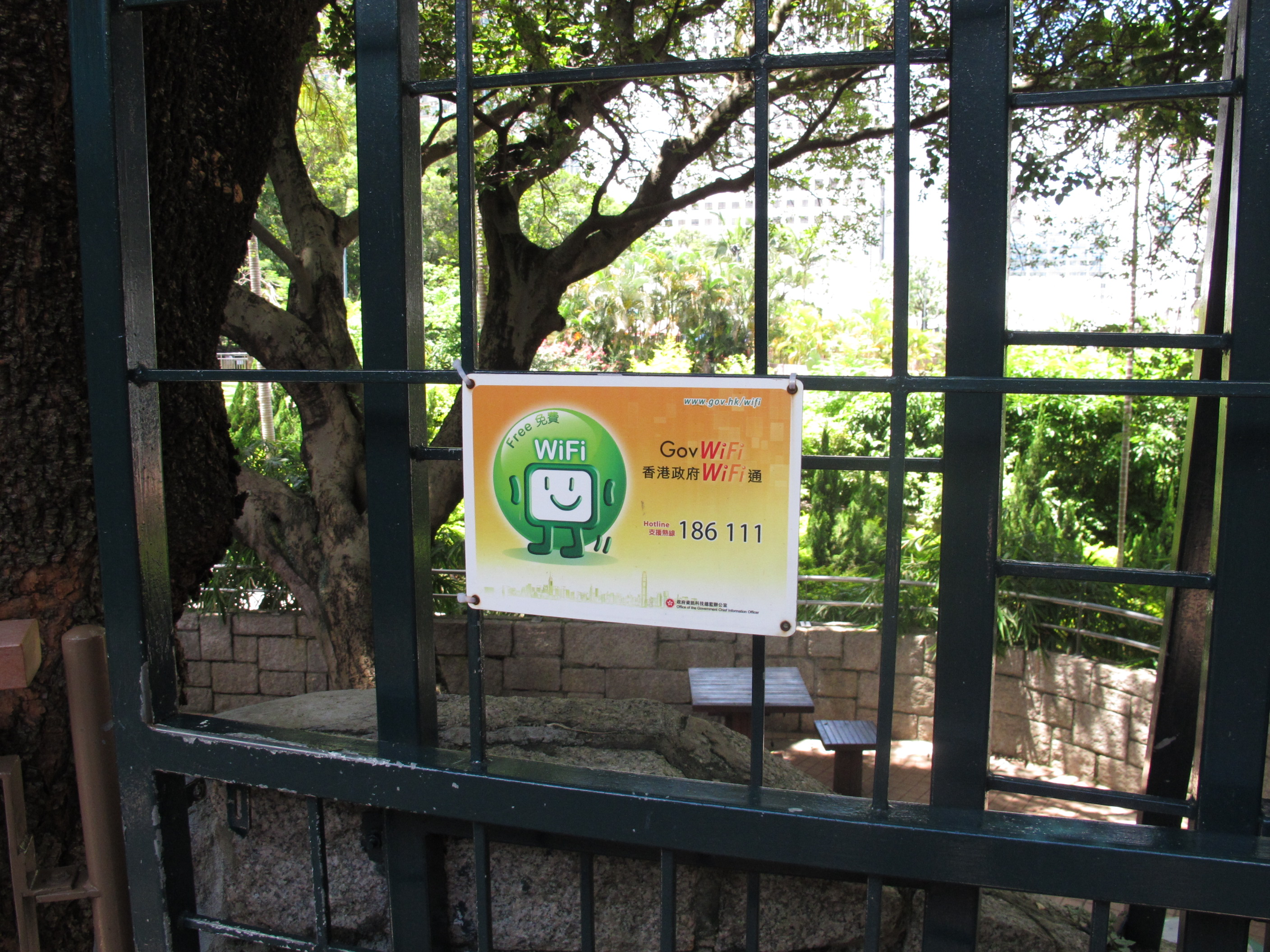
戴啟新擔任香港政府資訊科技總監時為香港帶來公共Wi-Fi服務

戴啟新在2005年2月1日獲香港政府委任為首任政府資訊科技總監，接替署任總監的前資訊科技署署長黃志光。戴在上任後，隨即批出多份資訊科技人員服務合約，為港府各部門提供足夠及合適的資訊科技人員供應。及後，為了應付港府中央電腦中心容量供不應求的情況，他在2006年12月批出數據中心服務合約，為個別部門提供數據託管服務，解除服務限制。另外，他在任內亦加強與广东省人民政府在資訊科技服務和數據交換上的合作，更制定明確的合作計劃。
在整合電子公共服務方面，戴為港府超過二百個網站設立门户网站「香港政府一站通」，統整多達一千二百種的網上服務，並按香港居民、非居民及商貿三個分類劃分用戶及服務，而他亦責成副總監蘇家碧研究與商界合作提供增值服務。同時，他為長期資訊科技策略草擬多個策略範疇，藉以推動香港數碼發展。在任內，他亦負責開展公共Wi-Fi服務；港府自2007年12月起於政府場所提供免費Wi-Fi，最終使香港的Wi-Fi普及率位處全球最高之列。他在2008年1月31日完成任期後卸任，及後由葛輝接任。

## 注脚
1. ↑  在1999年8月前稱為加拿大國防部資訊科技總監。